# Аме
Аме (ест. Amme jõgi) река је у Естонији која протиче источним делом земље преко територије округа Јигевама и Тартума. Свој ток започиње као отока језера Курема, углавном тече у смеру југа и након 59 km тока улива се у реку Емајиги као њена лева притока. Припада басену реке Нарве и Финског залива Балтичког мора.
Површина сливног подручја реке Аме је око 501 km². Укупан пад корита је 51,6 метара, односно у просеку 0,87 метара по километру тока.